# Jean-Antoine d'Anglerais
Chicot
Pour les articles homonymes, voir Chicot.
Jean-Antoine d'Anglerais (ou Antoine Anglarez) surnommé Chicot (v. 1540-1591), fut le bouffon du roi Henri III, puis celui d'Henri IV. Il est décrit comme acerbe, particulièrement rusé et s'entretenant avec son souverain sans formalités.

## Biographie
Chicot naquit à Villeneuve-sur-Lot en Gascogne en 1540. Sa famille n'était pas noble, néanmoins il poursuivit des études au collège de Reims à Paris. Plus attiré par les armes que par les lettres, il servit comme soldat sous Honorat II de Savoie où il devint courrier de Villars, et rencontra Charles IX qui en fit son messager officiel. Il fut ensuite le fou du roi Henri III puis celui d'Henri IV. Ce fut le seul fou du roi connu qui eut une activité politique et militaire ; il était autorisé à porter une rapière, et était connu pour être une fine lame.

Voici comment John L. Motley décrivit sa mort lors de la campagne d'Henri IV contre l'armée de la Ligue catholique en 1591 : 

« Ils [Les Ligueurs] étaient poursuivis par Henri à la tête de sa cavalerie, et de nombreuses escarmouches émaillèrent cette poursuite. D'un point de vue militaire aucune d'entre elles n'eut d'importance, néanmoins une parmi elles teint à la fois du comique et du pathétique. Il advint, en effet, que dans une charge de cavalerie un peu plus significative que les autres, le comte de Chaligny se trouva engagé dans un combat au corps à corps avec un très fringant épéiste, qui, après avoir reçu et donné de nombreux et sévères coups, réussit enfin à désarmer le comte et à le faire prisonnier. Cette fortune de guerre, peu de jours avant, aurait pu être le sort du grand Henri lui-même. La mortification de Chaligny liée à sa captivité devint encore plus intense quand il découvrit que le chevalier à qui il avait cédé n'était autre que le bouffon du roi ! Que lui, le chef de la Sainte-Ligue, descendant direct de l'illustre maison de Lorraine, frère du grand duc de Mercœur, ait été capturé par un bouffon huguenot semblait la plaisanterie la plus cuisante depuis que les fous étaient à la mode. Le célèbre Chicot, qui aimait autant les combats que les moqueries, et qui était un cavalier aussi téméraire que son maître, a prouvé à cette occasion que le capuchon et les cloches pouvaient être aussi magnanimes que la crête la plus chevaleresque. Bien que grièvement blessé dans la lutte qui a abouti à son triomphe, il a généreusement accordé au comte sa liberté sans rançon. Le fier Lorrain est revenu à ses Ligueurs, et le pauvre fou est mort, peu après, de ses blessures. »

— John Lothrop Motley, History of the United Netherlands From the Death of William the Silent to the Twelve Years' Truce, 1609

## En fiction

### Littérature
- Alexandre Dumas :
  - La Dame de Monsoreau (1846)
  - Les Quarante-cinq (1847)

En 1855 Auguste Maquet, principal collaborateur-nègre d'Alexandre Dumas père, le fait revivre à l'abbaye Saint-Geneviève sous le nom du religieux "frère Robert" entre 1593 et 1600 dans son roman, la Belle Gabrielle.
Chicot apparait également dans un roman de Heinrich Mann : Die Vollendung des Königs Henri Quatre.
Ce personnage historique apparaît enfin dans la série Fortune de France de Robert Merle (du Prince que voilà à La Pique du jour).

### Cinéma, télévision et jeu vidéo
L’œuvre de Dumas, La Dame de Monsoreau, a inspiré plusieurs mises en images :
- La première interprétation cinématographique de Chicot date de 1913, dans le film La Dame de Monsoreau. La version américaine du film est intitulée Chicot the Jester, Chicot le Fou.
- En 1923, un nouveau film homonyme met en scène Jean d'Yd dans le rôle de Chicot.
- En 1971, le personnage est interprété par Michel Creton dans une série télévisée.
- En 1997 dans la Grafinya de Monsoro, adaptation télévisée russe du roman de Dumas en 26 épisodes, c'est au tour d'Alexei Gorbunov de composer le personnage.
- En 2008, le rôle est repris par Eric Elmosnino dans le téléfilm homonyme.

En 2024, son nom est donné à une des cartes de Balatro, il fait partie des cartes les plus rares et puissantes du jeu.